# أحمد فؤاد باشا
الدكتور أحمد فؤاد باشا (15 نوفمبر 1942 -) هو أستاذ الفيزياء المتفرغ، والعميد السابق لكلية العلوم بجامعة القاهرة، والنائب السابق لرئيس جامعة القاهرة، عضو مجمع اللغة العربية، والمجمع العلمي المصري.

## ولادته وتحصيله
ولد الدكتور أحمد فؤاد علي محمد باشا بقرية كفر أبو غالي بمحافظة الشرقية 15 نوفمبر عام 1942م. أنهى دراسته الثانوية بمدرسة بلبيس الثانوية 1959م. حصل على درجة البكالوريوس من كلية العلوم جامعة القاهرة 1963م، وعلى درجة الماجستير من جامعة القاهرة 1969م، وعلى دكتوراه الفلسفة في الفيزياء من جامعة موسكو 1974م.

## مسيرته
صاحب «نظرية العلم الإسلامية»، وهي نظرية عامة للعلم والتقنية في إطار من التصور الإسلامي السليم، لكي تواكب حركة الصحوة الإسلامية المعاصرة، وتكون إحدى مقوماتها الأساسية، انطلاقًا من حقيقة أن المنهج العلمي الإسلامي سيكون هو الأقدر على تهيئة الإنسان لكل ما يمكن أن تسفر عنه الثورة العلمية والتقنية المرتقبة في المستقبل القريب أو البعيد.
أستاذ الفيزياء المتفرغ، والعميد الأسبق لكلية العلوم بجامعة القاهرة، والنائب الأسبق لرئيس جامعة القاهرة. عضو مجمع اللغة العربية، والمجمع العلمي المصري
تدرج في وظائف التدريس معيدًا 1963م، فمدرسًا 1974م، فأستاذًا مساعدًا 1980م، فأستاذًا 1987م.
عين وكيلاً لكلية العلوم جامعة القاهرة لشؤون خدمة المجتمع والبيئة 1996- 2000م، ثم عميدًا للكلية 2000- 2001م، ثم نائبًا لرئيس الجامعة لشؤون خدمة المجتمع والبيئة من 2001- 2003م. وهو الآن أستاذ متفرع بالكلية، ومستشار رئيس الجامعة لشؤون خدمة المجتمع وتنمية البيئة. انتخب عضوًا بالمجمع عام 2004م، في المكان الذي خلا بوفاة الدكتور أحمد مختار عمر.

## أعماله[7]
للدكتور أحمد إنتاج علمي غزير في مجال الفيزياء يزيد على أربعين بحثًا منشورًا في المجلات المتخصصة، باللغة الإنجليزية. وقد أثرى الدكتور أحمد فؤاد المكتبة العربية بما يزيد على أربعين كتابًا ومرجعًا (مؤلفًا أو مترجمًا أو محققًا) في العلوم البحتة والتطبيقية، وفي الثقافة العلمية للأطفال والناشئة، وفي مجالات الفكر الإسلامي وفلسفة العلوم.

### كتب تعليمية[8]
- الفيزياء، للصف الأول الثانوي (بالاشتراك)، وزارة التربية والتعليم، اليمن، 1986م.
- البصريات (بالاشتراك)، دار الفكر العربي، القاهرة، 1998م.
- فيزياء الجوامد (بالاشتراك)، دار الفكر العربي، القاهرة، 2000م.
- الفيزياء الحيوية (بالاشتراك)، دار الفكر العربي، القاهرة، 2001م.
- أساسيات العلوم الفيزيائية (بالاشتراك)، دار الفكر العربي، القاهرة، 2004م.

### مترجمات عن الإنجليزية (بالاشتراك)
- الميكانيكا العامة وتطبيقاتها، م. شبيجل، مؤسسة الأهرام، القاهرة، 1977م.
- الفيزياء العملية، ج. ل. سكوايرز، مؤسسة الأهرام، القاهرة، 1978م.
- العلوم الفيزيائية للفنيين، و. بولتون، مؤسسة الأهرام، القاهرة، 1978م،
- الديناميكا الحرارية، م. إبوت، هـ. هيس، مؤسسة الأهرام، القاهرة، 1980م،
- فيزياء السنة الأولى الجامعية، د. سشوم، مؤسسة الأهرام، 1981م.
- الفيزياء الجامعية، ف. بوش، الدار الدولية للنشر، القاهرة 2000م.
- أساسيات الفيزياء، ف. بوش، د. جيرد، الدار الدولية للنشر، القاهرة، 2000م،
- العلوم والهندسة في الحضارة الإسلامية، دونالد هيل، عالم المعرفة، الكويت، 2004م.
- من الذرة إلى الكوارك، تأليف: سام تريمان، سلسلة عالم المعرفة، مايو 2006 (ترجمة) وهو الكتاب الذي حاز جائزة خادم الحرمين الشريفين للترجمة في دورتها الأولى.
- فلسفة الكوانتم، تأليف: رولان أومنيس، سلسلة عالم المعرفة، أبريل 2008، (ترجمة بالاشتراك مع يمنى طريف الخولي)

### كتب للأطفال والناشئة
- ميكي يسأل ويجيب، روني كراوس، مركز الأهرام للترجمة والنشر، 1985م.
- الموسوعة المصورة للشباب (بالاشتراك)، مركز الأهرام للترجمة والنشر، 1986م.
- موسوعة العالم الصغير (بالاشتراك)، 20 جزءًا، مركز الأهرام للترجمة والنشر، 1986م.
- تجارب علمية للأطفال، جزءان، مركز الأهرام للترجمة والنشر1990-1991م.
- فصل المقال في ظاهرة الزلزال، كتاب مجلة الأزهر، مجمع البحوث الإسلامية، القاهرة 1413هـ/ 1992م.
- سلسلة «نظرة جديدة» التي تنشرها شركة سفير، ألَّف منها: «كوكب الأرض»، و«غابة المطر»، و«البحار والمحيطات»، و«النجوم والكواكب»، 1994م.
- الضوء والحياة، سلسلة سفير العلمية، شركة سفير، القاهرة، 1997م.
- علي مصطفى مشرفة، من رواد العلم في القرن العشرين، دار الفكر العربي، القاهرة، 1998م.
- سلسلة «بدايات العلوم المبسطة» التي تنشرها شركة سفير بالقاهرة، ألَّف منها: «من أين تأتي الكهرباء»، و«لماذا تمطر السماء»، و«ممَّ تتكون الأرض» 1998م.

### في الفكر العلمي الإسلامي
- التراث العلمي للحضارة الإسلامية ومكانته في تاريخ العلم والحضارة، ط. 1، مطابع دار المعارف، القاهرة، 1983م.
- فلسفة العلوم بنظرة إسلامية، مطابع دار المعارف، القاهرة، 1984م.
- الثقافة الإسلامية (بالاشتراك)، منشورات جامعة صنعاء، 1985م.
- العلوم الكونية في التراث الإسلامي (بالعربية والإنجليزية)، كتاب مجلة الأزهر، مجمع البحوث الإسلامية، القاهرة، 1991م.
- في فقه العلم والحضارة، سلسلة قضايا معاصرة (20)، المجلس الأعلى للشؤون الإسلامية، القاهرة، 1997م.
- أساسيات العلوم المعاصرة في التراث الإسلامي: دراسات تأصيلية، دار الهداية، القاهرة، 1418هـ / 1997م.
- دراسات إسلامية في الفكر العلمي، دار الهداية، القاهرة، 1418هـ /1997م.
- الإسلام والعولمة: مفاهيم وقضايا، سلسلة كتاب الجمهورية، دار التحرير للطبع والنشر، القاهرة، 2000م.
- رحيق العلم والإيمان، دار الفكر العربي، القاهرة، 2002م.
- التراث العلمي الإسلامي، شيء من الماضي أم زاد للآتي؟! سلسلة التنوير العلمي، دار الفكر العربي، القاهرة، 2002م.
- في التنوير العلمي، ط. 1 دار الفكر العربي، القاهرة، 2005م؛ ط 2 مكتبة الأسرة 2006م.

### في التحقيق
1. كتاب الجوهرتين العتيقتين المائعتين من الصفراء والبيضاء (الذهب والفضة)، لأبي محمد الحسن بن أحمد الهمداني (280 – 345هـ)، تحقيق ودراسة. دار الكتب والوثائق القومية، مركز تحقيق التراث، القاهرة 2004م.
2. شرح مصادرات كتاب إقليدس، للحسن بن الهيثم، (354 – 432هـ). دار الكتب والوثائق القومية، مركز تحقيق التراث، القاهرة 2005م.
3. نزهة الأبصار في خواص الأحجار، لشمس الدين الغساني، تقديم ومراجعة.
4. رسالة في الهيئة، لابن سينا، تقديم ومراجعة، دار الكتب والوثائق القومية، مركز تحقيق التراث، القاهرة، 2006م.
5. تنقيح المناظر لذوي الأبصار والبصائر، لكمال الدين الفارسي، الجزءان الثاني والثالث، تحقيق ودراسة (بالاشتراك)، دار الكتب والوثائق القومية، مركز تحقيق التراث، القاهرة، 2006م.
6. أهمية التراث العلمي العربي، مقال نشر في كتاب (مدخل إلى تحقيق المخطوط العربي) 2019، مؤسسة الفرقان للتراث الإسلامي، لندن. ص 1-22.[9]

### موسوعات شارك فيها
- دائرة سفير للمعارف الإسلامية، شركة سفير، القاهرة. (مستمرة ومترجمة إلى الماليزية).
- موسوعة الشروق، دار الشروق، القاهرة.
- موسوعة الكويت العلمية للأطفال، مؤسسة الكويت للتقدم العلمي، الكويت.
- قاموس القرآن الكريم، علم الفلك، مؤسسة الكويت للتقدم العلمي، الكويت.
- موسوعة أعلام العلماء العرب والمسلمين، المنظمة العربية للتربية والثقافة والعلوم، تونس.

- موسوعة المفاهيم الإسلامية العامة، القاهرة 2000م.
- الموسوعة القرآنية المتخصصة، القاهرة 2002م.
- الموسوعة الإسلامية العامة، القاهرة 2003م.
- موسوعة أعلام الفكر الإسلامية، القاهرة 2004م.
- موسوعة الحضارة الإسلامية، القاهرة 2005م.

## عضويات
- عضو مجمع اللغة العربية بالقاهرة
- عضو المجمع العلمي المصري
- عضو الجمعية المصرية الفيزيقية
- عضو الجمعية المصرية لعلوم المواد وتطبيقاتها
- عضو مجلس إدارة الجمعية المصرية لتاريخ العلوم
- عضو المجلس الأعلى للشؤون الإسلامية
- عضو اللجنة القومية للفيزياء البحتة والتطبيقية
- مقرر اللجنة القومية لتاريخ وفلسفة العلم بأكاديمية البحث العلمي بمصر
- عضو اللجنة الوطنية للأخلاقيات الحيوية باليونسكو
- عضو الهيئة الاستشارية لمعهد المخطوطات العربية بالقاهرة
- نائب رئيس مركز بحوث ودراسات التراث في العلوم الطبيعية بجامعة القاهرة
- عضو مجلس إدارة المركز العالمي للتوثيق والدراسات والتربية الإسلامية بالقاهرة
- عضو مجلس إدارة الجمعية المصرية لتعريب العلوم (وعضو مؤسس)
- رئيس مجلس إدارة جمعية التراث العلمي للحضارة الإسلامية (وعضو مؤسس)
- عضو المجلس الأعلى للثقافة (لجنة الثقافة العلمية)
- عضو جمعية لسان العرب لرعاية اللغة العربية
- عضو الجمعية المصرية للإعجاز العلمي في القرآن والسنة

## جوائز[10]
- حصل أحمد فؤاد باشا على جائزة خادم الحرمين الشريفين الملك عبد الله بن عبد العزيز العالمية للترجمة في العلوم الطبيعية من اللغات الأخرى إلى اللغة العربية لعام 2007 عن كتاب «من الذرة إلى الكوارك» للدكتور «سام تريمان» المترجم من اللغة الإنجليزية.

- حصل على جائزة مؤسسة الكويت للتقدم العلمي لعام 2008 في مجال التراث العلمي العربي والإسلامي عن موضوع «إسهامات المسلمين في الحضارة الإنسانية» برعاية أمير دولة الكويت الشيخ صباح الأحمد الجابر الصباح رئيس مجلس إدارة المؤسسة.
- أختار مجمع الخالدين أحمد فؤاد باشا باختياره شخصية 2024 للبحث التراثي.

## وصلات خارجية
- الموقع الرسمى للدكتور أحمد فؤاد باشا